# 志瑞祐

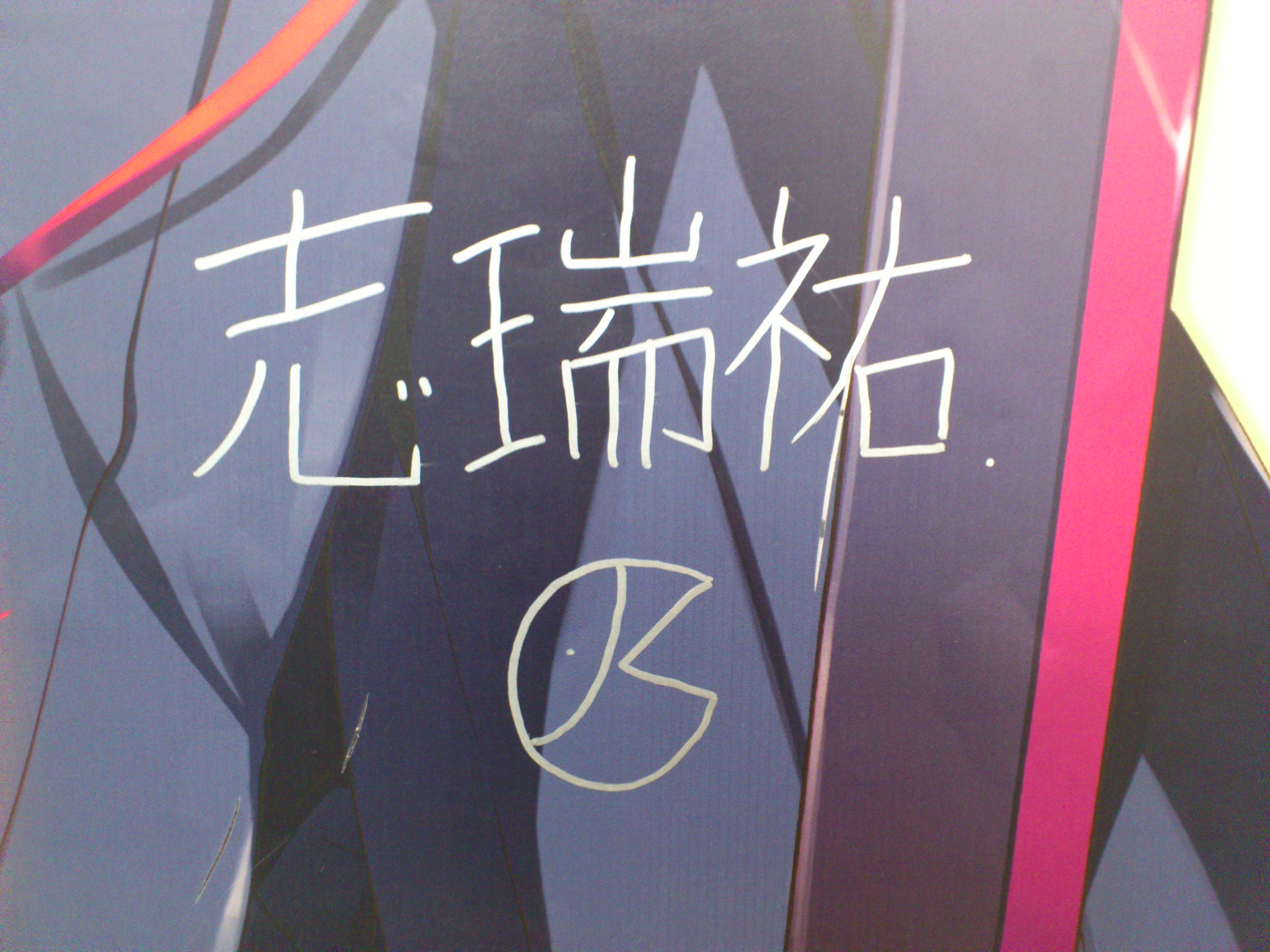
安利美特台北旗艦店內的志瑞祐簽名，已於2013年下半年撤除。

志瑞祐（1982年—）是日本輕小說作家，法政大學社會學部畢業。2008年，以《德魯伊來囉！》獲得第四屆MF文庫J輕小說新人獎佳作。獲獎時的筆名為「志瑞祐麒」。

## 作品

### 书籍
全作品MF文庫J
原作小說
三作品都由東立出版社代理中文版
- 德魯伊來囉！：絶叫插畫，全3卷
- 白銀的城姬：上田夢人插畫，全3卷
- 精靈使的劍舞：櫻半片插畫（1－13）→仁村有志（14－16、短篇集）、（短篇集）→（17－20），全20卷+短篇集
- 聖劍學院的魔劍使：插畫，全16卷

代筆
- 零之使魔 ：21、22卷。由尖端出版社代理中文版。

小說選集
- 瑪莉亞狂熱：爭奇鬥妍短篇集：遠藤海成原作，尖端出版代理中文版，短篇《傲嬌少女與逃亡毛蟹的故事》（ツンデレ少女と脱走したカニのおはなし）
- 我的朋友很少 Universe：平坂讀原作，尖端出版代理中文版，短篇《三二四驅》（三二四駆）

漫画原作
- （作画：市原和真、『月刊コミックアライブ』2018年10月号 - 連載中）
- 異世界小白玩家 －用 HP1 展開最強最快的迷宮攻略－（作画：青桐良、『水曜日のシリウス』2019年2月5日 - 連載中）

### 其他
- ：MF合作场景
- 《锁链战记》：KADOKAWA合作场景
- 《学园偶像大师》：编剧

## 備註
1. ↑  . www.mediafactory.co.jp.   [2012-03-04]. （原始内容存档于2012-03-21）.